# Oxyaspis
Oxyaspis is een geslacht van rechtvleugeligen uit de familie sabelsprinkhanen (Tettigoniidae). De wetenschappelijke naam van dit geslacht is voor het eerst geldig gepubliceerd in 1895 door Brunner von Wattenwyl.

## Soorten
Het geslacht Oxyaspis omvat de volgende soorten:
- Oxyaspis congensis Brunner von Wattenwyl, 1895
- Oxyaspis senegalensis Bolívar, 1886